# Johannes-R.-Becher-Medaille

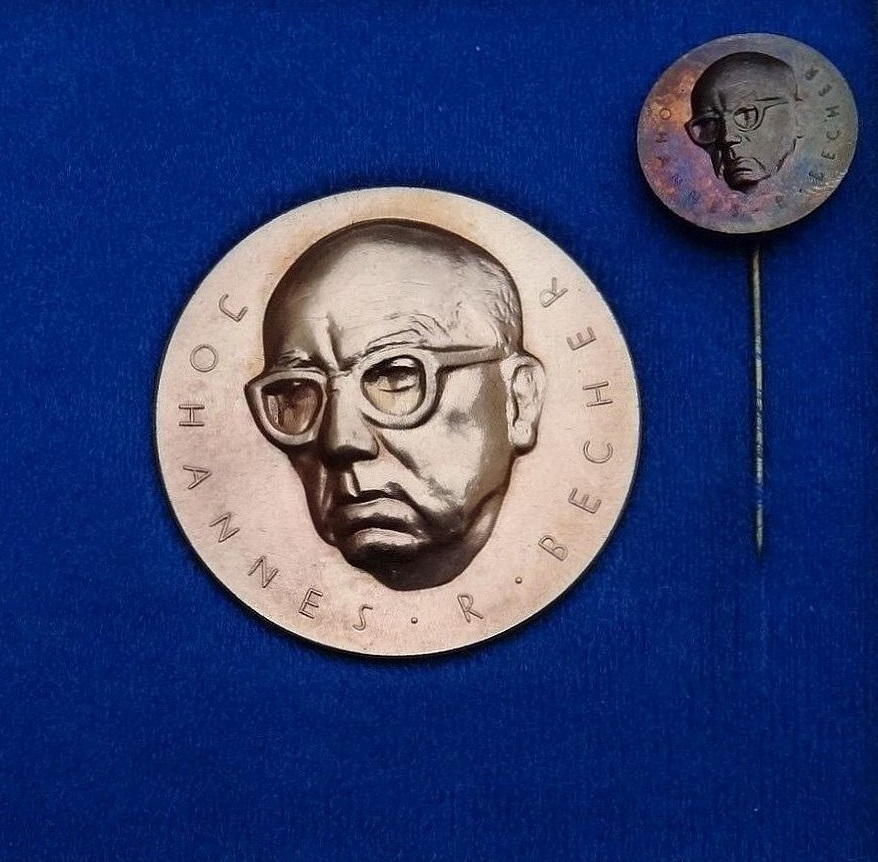
Johannes-R.-Becher-Medaille in Bronze im Etui

Die Johannes-R.-Becher-Medaille wurde als nichtstaatliche Auszeichnung seit 1961 vom Kulturbund der Deutschen Demokratischen Republik (DDR) in den drei Stufen Bronze, Silber und Gold an Einzelpersonen und Kollektive für Verdienste „um die Entwicklung der sozialistischen Nationalkultur“ vergeben. Gewürdigt konnten Leistungen vor allem in den Bereichen Kunst und Kultur, aber auch Sport und Freizeit werden. Die Etuimedaille war die höchste Auszeichnung des Kulturbundes. Sie ist nicht zu verwechseln mit dem 1958 als staatliche Auszeichnung der DDR gestifteten Johannes-R.-Becher-Preis, zu dem ebenfalls eine Medaille gehörte.
Erste Preisträgerin war Anna Seghers.

## Aussehen
Die nicht tragbare Medaille besteht aus Bronze, hat einen Durchmesser von vier Zentimeter und zeigt ein Porträt Johannes R. Bechers. Je nach Stufe hat sie eine Oberfläche aus Bronze, Silber oder Gold. Die Johannes-R.-Becher-Medaille wurde in einem Etui überreicht, dazu erhielt der Preisträger eine Anstecknadel, welche die Medaille in der entsprechenden Stufe als Miniatur zeigte.

## Preisträger (unvollständig)
Alfred Ahner, Erich Arendt, Walter Arnold, Annemarie Auer, Helmut Baierl, Theo Balden, Walter Basan, Falko Behrendt, Tom Beyer, Volkmar Brandt, Regine Buer, Werner Claus (1919–2004), Karl Czok, Fritz Dähn, Jutta Damme, Ludwig Deiters, Walter Dötsch, Fritz Duda, Wolfgang Eckardt, Johanna Eckardt-Neudeck, Karlheinz Effenberger, Konstantin Fedin, Bernhard Franke, Gerhard Geyer, Günter Gnauck, Rudolf Hartmetz, Hans Hattop, Walter Heilig, Harry Hindemith, Walter Hinghaus, Wilhelm Höpfner, Günter Hofé, Mechthild Homberg, Georg Hülsse, Horst Jähner, Joachim Jastram, Wolfgang Joho, Heinz Kahlau, Inge Keller, Werner Klemke, Elisabeth Körting, Heiner-Hans Körting, Erna Kretschmann, Kurt Kretschmann, Heinz Kühnel (* 1925), Herbert Lange, Max Langer, Joachim Lautenschläger, Helmut Maletzke, Kurt Masur, Günter Menzer (1925–1996), Karl Mertens, Paul Michaelis, Dieter Noll, Karl Erich Müller, Rolf Felix Müller, Armin Münch, Rainer Muhrbeck, Otto Nagel, Irmtraud Ohme, Richard Paulick, Hans Pischner, Walther Preik, Werner Rataiczyk, Margaretha Reichardt, Frank Ruddigkeit, Herbert Sandberg, Georg Schindler, Ulrich Schoknecht, Wolfram Schubert, Bernhard Seeger, Kurt Heinz Sieger, Christine Stäps, Harald Stieding, Wolfgang Thiel, Gerhard Thieme, Curt Trepte, Hellmuth Tschörtner, Hedwig Voegt, Robert Werner Wagner, Ehm Welk, Ursula Wendorff-Weidt, Peter Westphal und Magnus Zeller.
Für weitere Preisträger siehe: Kategorie:Träger der Johannes-R.-Becher-Medaille.